# Канелена киселина
Канелената киселина има формула C6H5CHCHCOOH и представлява бяла кристална киселина без миризма, която е слабо разтворима във вода. Точката ѝ на топене e 133 °C, a точката на кипене – 300 °C.
Получава се от канелено масло или от балсами от рода на сторакс. Тя се съдържа и в маслото, получено от семената на масленото дърво (Butyrospermum parkii). Може да се получава и по изкуствен път.
Канелената киселина се използва в овкусители, синтетично индиго и в някои лекарствени средства, въпреки че основната ѝ употреба е за производство на метилови, етилови и бензилови естери за парфюмерията. Тя има „меден, цветен аромат“ (индекс на Мерк). Канелената киселина и нейният по-летлив етилов естер (етилцинамат) са ароматни състваки на етеричното масло на канелата, в което близкият им канелен алдехид е основна съставка. Канелената киселина е и част от биосинтетичните шикиматни и фенилпропаноидни пътища. Нейният биосинтез се извършва чрез действието на ензима фенилаланин амоняк лиаза върху фенилаланина.
Канелената киселина е разтворима в диетилов етер и е неразтворима в хексан.